# Dawid Bitan
Dawid Bitan (hebr.: דוד ביטן, ang.: David Bitan, ur. 8 kwietnia 1960 w Port-Lyautey) – izraelski prawnik i polityk, od 2015 poseł do Knesetu.

## Życiorys
Urodził się 8 kwietnia 1960 w Port-Lyautey (ob. Al-Kunajtira) w Maroku. W 1965 wyemigrował do Izraela.
Służbę wojskową zakończył w stopniu sierżant sztabowego. Ukończył studia prawnicze na Uniwersytecie Telawiwskim. W latach 1987–2005 był członkiem rady miejskiej, a w latach 2004–2015 zastępcą burmistrza Riszon le-Cijjon.
W wyborach w 2015 został wybrany posłem z listy Likudu. W dwudziestym Knesecie zasiadał w wielu komisjach, m.in. budownictwa, finansów, spraw gospodarczych, kontroli stanu państwa. W wyborach w kwietniu 2019 uzyskał reelekcję.

## Życie prywatne
Żonaty, ma dwie córki. Mieszka w Riszon le-Cijjon.